# Закир, Абдул
Абдул Кайюм «Закир» (1973), в настоящее время исполняет обязанности заместителя министра обороны Второго Исламского Эмирата Афганистан. Ранее он исполнял обязанности министра обороны с 24 августа по 7 сентября 2021 года.
Закир присоединяется к движению «Талибан» в 1997 году и участвовал в гражданской войне в Афганистане. При Первом Исламском Эмирате Афганистан он занимал должности: заместителя командующего армией, командующего Северным фронтом и министра обороны. После вторжения США в Афганистан он сдался американским войскам и был интернирован в американском лагере для задержанных Гуантанамо на Кубе. Он был переведен из-под стражи в США в тюрьму Пули-Чархи в Афганистане, откуда впоследствии был освобождён.
После своего освобождения Закир поднялся по карьерной лестнице в Талибане, руководил военными операциями в провинциях Гильменд и Нимроз прежде чем стать главным военным командующим Талибана. Во время своего пребывания в должности его часто называли одним из сторонников жесткой линии движения и, как сообщалось, поддерживал тесные связи с Ираном. В 2014 году он ушёл в отставку, как сообщается, после внутреннего спора о руководстве, а в 2020 году был назначен заместителем военного главы ИРА.

## Ранние годы
Абдул Кайюм родился в районе Каджаки провинции Гильменд на юге Афганистана в 1973 году и вырос в провинции Джаузджан на севере Афганистана. Он этнический пуштун из племени ализай. Он учился в религиозной школе в Афганистане, прежде чем отправиться в Пакистан, где он поступил в медресе в Кветте, Белуджистан. Школа была связана с группой афганских моджахедов под командованием Мохаммада Наби Мохаммади которые воевали против советских войск в Афганистане.

## Действия талибов и интернирование в Гуантанамо
Мохаммад Наби Мохаммади поручил Каюму и Нематулле присоединиться к движению «Талибан» после того, как оно сформировалось, они присоединились к нему в районе Спин-Болдак на востоке Афганистана. Каюм присоединился к нему в 1997 году. Его псевдонимом в рации талибов был «Закир», и под этим именем он стал широко известен. Во время гражданской войны в Афганистане Нематулла был убит во время сражения против Исмаила Хана в провинции Герат, и Закир принял командование его группой. Во время правления талибов в Афганистане Закир недолго занимал должности заместителя командующего армией, командующего северным фронтом и министра обороны.
Закир сдался войскам под командованием Соединенных Штатов в Мазари-Шарифе в 2001 году и был интернирован в лагерях для задержанных в Гуантанамо-Бэй на Кубе. Его серийный номер для интернированных в Гуантанамо был 8.
4 марта 2010 года сотрудники афганской разведки заявили, что пленник, известный как «Абдулла Гулам Расул», на самом деле был «Абдул Кайюмом», и то, что «Абдулла Гулам Расул» звали его отца. Они сообщили, что его псевдонимом является «Кайюм Закир». Его звали «Абдулла Гулам Расул» в большинстве документов, опубликованных Министерством обороны США. Он был назван «Муллы Абдуллы» в меморандуме «Резюме доказательств», подготовленном для его ежегодного административного наблюдательного совета в 2007 году.
Закира перевели из Гуантанамо в отремонтированный американцами блок D тюрьмы Пули-Чархи в Афганистане в декабре 2007 года Правительство Афганистана освободило его в мае 2008 года, возможно, из-за давления старейшин племени. Патрик Мерсер, член парламента Соединённого Королевства и его подкомитета по борьбе с терроризмом, выразил удивление по поводу того, что ему разрешили воссоединиться с талибами, желая узнать, почему он был освобождён. Питер М. Райан, американский адвокат, представлявший другого бывшего пленника, который содержался в Пули-Чархи, описал афганскую процедуру пересмотра в Пули-Чархи как «хаотическую», и на неё больше повлияла политика племен, чем вина или вина. невиновность.

New York Times сообщила, что Закир возглавлял делегацию пакистанских талибов с декабря 2008 по январь 2009 года, чтобы убедить их переориентировать свои усилия с пакистанского правительства на возглавляемые США силы в Афганистане. Ананд Гопал сообщил, что Закир помог написать «книгу правил» Талибана, которая стремилась ограничить жертвы среди гражданского населения. В 2010 году Талибан назначил его «командиром отряда», и ему было поручено противостоять натиску коалиционных и афганских сил и их стратегии по отказу «Талибану» в безопасных небесах в южных провинциях Гильменд и Кандагар.
1 марта 2010 года The News International сообщила, что Закир был членом Кветта Шуры талибов и что он был арестован пакистанскими властями в ходе недавних рейдов вместе с девятью другими лидерами, самым высокопоставленным из которых был Абдул Гани Барадар. Сообщается, что помимо Барадара в ходе рейдов были захвачены Мир Мухаммад, Абдул Салам, Абдул Кабир, Мохаммад Хасан Ахунд, Абдул Рауф, Ахмад Джан Ахундзада и Мухаммад Юнис. Закира отпустили без объяснения причин. 4 марта 2010 года агентство Ассошиэйтед Пресс сообщило, что «два высокопоставленных сотрудника афганской разведки» заявили, что Абдулла Гулам Расул стал высокопоставленным лидером Талибана, и что он рассматривает возможность замены Абдула Гани Барадара на втором месте в цепочке командования Талибана, после ареста Барадара. Он действительно вступил в должность главнокомандующего в 2010 году.
В апреле 2014 года The Wall Street Journal сообщила, что Закир покинул пост главного военного коменданта. Руководство Талибана официально заявило, что он ушел в отставку из-за «плохого состояния здоровья». Некоторые информаторы заявили, что он был понижен в должности из-за его решительной оппозиции мирным переговорам с афганским правительством и разногласий с более умеренными лидерами, такими как Ахтар Мансур. Закира сменил Ибрагим Садр.
После того, как в 2015 году было объявлено о смерти основателя Талибана Мохаммада Омара, Мансур был назначен верховным лидером. Закир и другие бойкотировали процесс назначения Мансура. На эту должность он предпочел Мохаммада Якуба, старшего сына Омара. После некоторой задержки Закир присягнул Мансуру в верности.